# (1390) Abastumani
(1390) Abastumani ist ein Asteroid des Hauptgürtels, der am 3. Oktober 1935 von der russischen Astronomin Pelageja Fjodorowna Schain am Krim-Observatorium in Simejis entdeckt wurde.
Der Name des Asteroiden ist von der georgischen Stadt Abastumani abgeleitet, dem Standort des Astrophysikalischen Observatoriums Abastumani.